# Legio XXV
La Legio XXV (en español: "Vigésimoquinta legión") fue una legión romana de finales del período republicano, cuyo origen está relacionado con el inicio de la guerra civil, cuando fue constituida por emisarios de Cayo Julio César (principios del 49 a. C.). Es una de las cinco legiones, junto con las Legiones XXVI, XXVIII, XXIX y XXX alistadas entre los ciudadanos italianos. Más tarde, una de estas legiones pasaría a llamarse "Legio Martia", según afirmó el erudito británico Lawrence Keppie.

## Historia
Su formación está vinculada al estallido de la guerra civil. Estaba formado por emisarios de César con ciudadanos romanos enmarcados por expertos soldados de las legiones que habían luchado en la Galia.
Esta formación parece haber estado compuesta en su totalidad por ciudadanos marsos que eran considerados guerreros valientes y combativos. Julio César la habría rebautizado como "Legio Martia", tanto por su origen como por el valor mostrado en la batalla. El nombre de los marsos y su tierra Marcia indica precisamente la pertenencia a Marte, dios de la guerra, nombre dado por los romanos a este pueblo, las cursivas nunca conquistaron, el único asentamiento romano que dominaba las tierras de Marcia era Alba Fucens en 304/303 a. C.
El "Legio Martia" sirvió a César hasta los idus de marzo. Probablemente fue una de esas legiones que participaron bajo el mando de uno de los legados de César, Cayo Trebonio, en el Sitio de Massilia (19 de abril - 6 de septiembre de 49 a. C.). Más tarde también participó en la campaña de César en África y en la victoriosa batalla de Tapso.
Tras la muerte del dictador (15 de marzo del 44 a. C.), fue asignada a Marco Antonio.
Es posible que poco después desertara para pasar al lado de Octavio. También se sabe que en la guerra de Módena la "Legio Martia", con la que también pudiera identificarse la Legio XXVI, se distinguió por la tenacidad y el valor en la batalla de Forum Gallorum. Posteriormente, fue destruida en gran parte por el hundimiento de los barcos que la transportaban a Grecia para luchar contra los cesaricidas.